# دوري الدرجة الأولى الأرجنتيني 1909
دوري الدرجة الأولى الأرجنتيني 1909 (بالإسبانية: Campeonato de Primera División 1909)‏ هو الموسم 18 من دوري الدرجة الأولى الأرجنتيني. أشرف على تنظيمه اتحاد الأرجنتين لكرة القدم، وكان عدد الأندية المشاركة فيه 10، وفاز فيه Alumni Athletic Club ‏.